# 12180 Kistemaker
12180 Kistemaker eller 5167 T-3 är en asteroid i huvudbältet som upptäcktes den 16 oktober 1977 av den nederländsk-amerikanske astronomen Tom Gehrels och det nederländska astronomparet Ingrid van Houten-Groeneveld och Cornelis Johannes van Houten vid Palomarobservatoriet. Den är uppkallad efter Jacob Kistemaker.
Asteroiden har en diameter på ungefär 8 kilometer.